# Despina Storch
Despina Storch (ur. 1 stycznia 1895 w Stambule, zm. 30 marca 1918 w Nowym Jorku) – osmańska agentka wywiadu, pochodzenia greckiego.

## Życiorys
Pochodziła z rodziny greckich fanariotów, mieszkających w Stambule. W 1912 wyszła za mąż za Francuza Paula Storcha, którego nazwisko przyjęła. Według innej relacji w 1915 poślubiła brytyjskiego oficera Jamesa Hasketha. często podróżowała, używając wielu tożsamości - Madame Nezie, jak określano ją w paryskich salonach, w Madrycie i w Londynie występowała jako Madame Hasketh, a w Waszyngtonie jako Madame Despina. Z uwagi na oryginalną urodę, znajomość języka francuskiego i umiejętności taneczne nawiązywała bliskie relacje z oficerami państw Ententy.
W 1915 została aresztowana w Madrycie, razem z baronem Henri de Belville, który podobnie jak ona miał współpracować z osmańskim i niemieckim wywiadem. Po uwolnieniu wyjechała do Hawany, a stamtąd do Stanów Zjednoczonych. W 1916 mieszkała w stołecznym Shoreham Hotel, nawiązując bliskie kontakty z ambasadorem Niemiec w USA Johanem von Bernstorffem. W 1917 przebywała w Nowym Jorku, współpracując z Niemką Elizabeth Nix i księciem Robertem de Clairmont. Organizowała także spotkania towarzyskie i bankiety, na których gośćmi byli amerykańscy oficerowie. Ich rozrzutność i szerokie kontakty towarzyskie przykuwały uwagę amerykańskiego kontrwywiadu. 18 marca 1918 zostali aresztowani przez funkcjonariuszy Secret Service, kiedy posługując się paszportami francuskimi próbowali opuścić Stany Zjednoczone i wyjechać na Kubę. W sejfie jednego z nowojorskich banków ujawniono należący do Despiny Storch bogaty zbiór listów, z których część była zaszyfrowana. Podejrzana o szpiegostwo Despina zmarła w więzieniu, prawdopodobnie z przyczyn naturalnych.

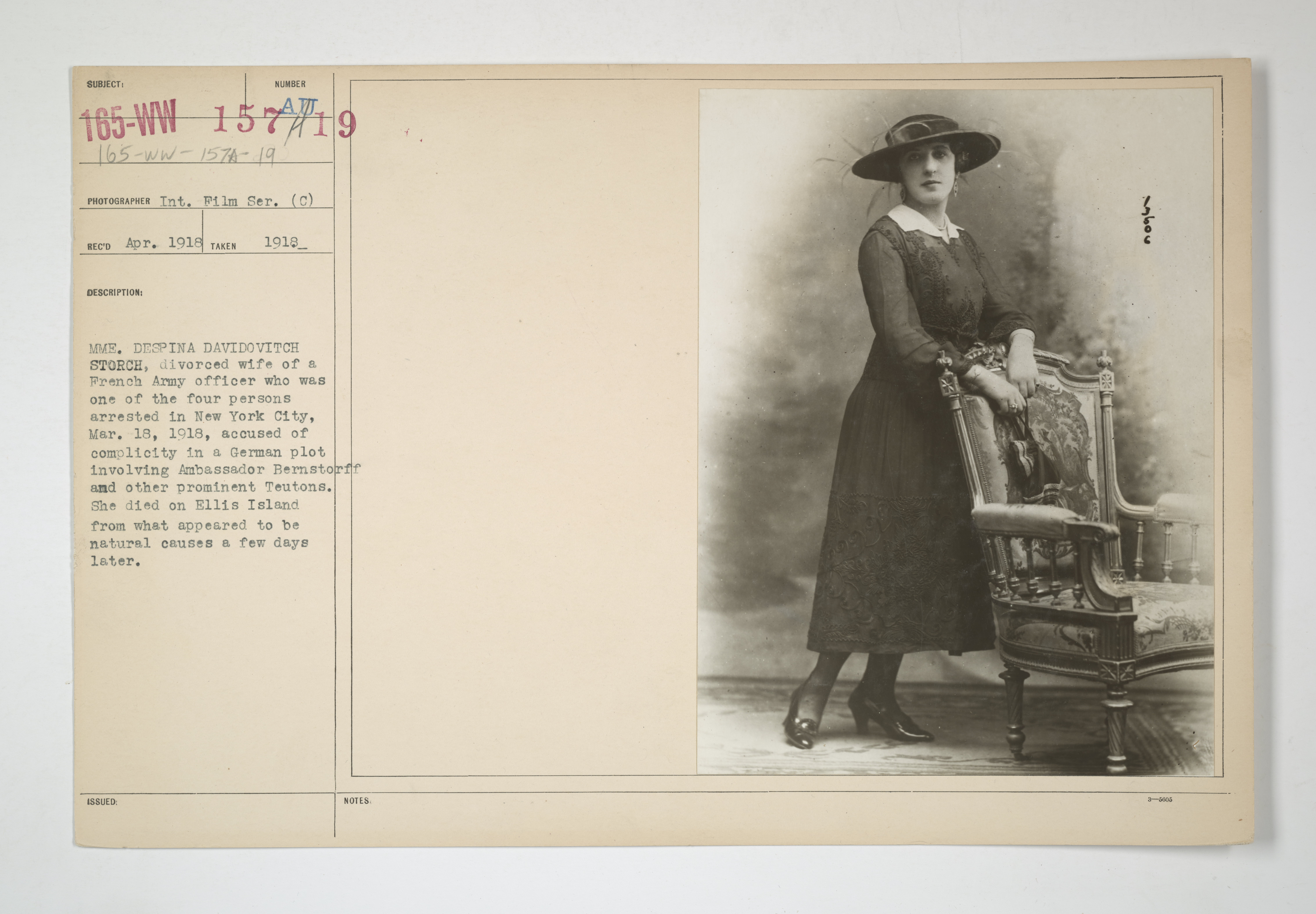
Informacja o aresztowaniu Despiny Storch